# Cláudio Goulart
Cláudio Goulart (1954-2005) foi um artista portoalegrense, radicado na Holanda. Goulart participou de exposições e projetos em vários países como Holanda, Portugal, Espanha, Alemanha, Suíça, Inglaterra, Cuba, México, Japão, entre outros. Mesmo possuindo uma vasta e importante produção, com projeção internacional, pouco se escreveu a respeito de sua obra.